# 대한민국 U-23 축구 국가대표팀
대한민국 U-23 축구 국가대표팀은 대한민국을 대표하는 23세 이하 축구 국가대표팀으로 1992년 하계 올림픽부터 축구 종목을 23세 이하 선수들로만 출전이 허용되는 규정이 국제 축구 연맹에 의해 적용되면서 1991년 3월에 대한민국 축구 국가대표팀에서 분리되어 하급 대표팀으로 재편되었다. 현재 성인 대표팀과 함께 아시아 최강자로 꼽히는 대표팀이다.

## 역사
뿌리는 홈에서 열린 1988년 하계 올림픽에서 좋은 성적을 올리기 위해 1983년 멕시코에서 4강 신화를 창조한 박종환 감독의 대한민국 U-20팀을 주축으로 출범한 88 올림픽 대표팀으로1985년 이전까지는 1988년 하계 올림픽에 프로 선수 진출이 허용이 안 되었거나 23세 이하 나이 제한이 적용될 수도 있는 불확실한 상황이었기 때문에 프로에 입단하지 않은 대학생 위주의 아마추어 선수로 대표팀을 구성할 수 밖에 없었다. 그러다가 1992년 하계 올림픽부터 국제 축구 연맹에 의해 23세 이하 선수들만 출전이 허용되는 규정이 적용되면서 1991년 3월에 대한민국 축구 국가대표팀에서 분리되어 하급 대표팀으로 재편되었으며 1992년 하계 올림픽 이후 올림픽과 아시안 게임 등 4년에 한번씩 치러지는 국제 대회마다 꾸준히 출전하고 있다.

## 국제 대회 경력

### 하계 올림픽
1992년 대회를 시작으로 8번의 하계 올림픽 본선에 출전하여 2012년 대회에서 동메달을 획득하며 U-23 대표팀과 성인대표팀을 통틀어 사상 첫 올림픽 메달 획득에 성공하면서 종전 최고 성적이었던 1948년 대회(성인대표팀 시절)와 2004년 대회 8강을 뛰어 넘어 역대 올림픽 최고 성적을 거두었다.

### AFC U-23 아시안컵
2013년 대회 첫 출전을 시작으로 현재까지 5번의 AFC U-23 아시안컵 본선에 진출하여 2020년 대회에서 사상 첫 우승컵을 들어올렸고 2016년 대회에서는 준우승을 차지했으며 2013년과 2018년 대회에서는 4강에 이름을 올렸다.

### 아시안 게임
2002년 대회부터 2022년 대회까지 6회 연속 아시안 게임에 참가하여 홈에서 열린 2014년 대회에서 U-23 대표팀 출범 이후 처음이자 성인대표팀 시절이던 1986년 대회 이후 28년만에 금메달을 목에 걸었고 4년 후 열린 2018년 대회와 5년 후 열린 2022년 대회에서도 금메달을 획득하며 3회 연속이자 통산 6번째 금메달로 역대 아시안 게임 최다 우승국 타이틀을 이어나갔다.

## 선수단

### 연령 초과 선수
올림픽은 1996년부터 23세 이하 규정에 3명의 연령 초과 선수 (Overage Player)가 참가할 수 있으며 아시안 게임은 2002년부터 23세 이하 규정에 3명의 연령 초과 선수가 참가할 수 있다.
대한민국 U-23 축구 국가대표팀에 연령 초과 선수로 합류하여 올림픽 본선과 아시안 게임 본선에 참가한 선수 명단은 다음과 같다.
국내 언론에서는 올림픽 축구 연령 초과 선수와 아시안 게임 축구 연령 초과 선수를 와일드카드 선수 (Wild Card Player)라는 명칭으로 많이 사용한다.

#### 올림픽
| 대회 | 선수 1                  | 선수 2      | 선수 3      |
| ---- | ----------------------- | ----------- | ----------- |
| 1996 | 이임생 (DF) 이경춘 (DF) | 하석주 (MF) | 황선홍 (FW) |
| 2000 | 강철 (DF)               | 김상식 (DF) | 김도훈 (FW) |
| 2004 | 유상철 (MF)             | 정경호 (FW) | 미선발      |
| 2008 | 김동진 (DF)             | 김정우 (MF) | 미선발      |
| 2012 | 정성룡 (GK)             | 김창수 (DF) | 박주영 (FW) |
| 2016 | 장현수 (DF)             | 석현준 (FW) | 손흥민 (FW) |
| 2020 | 박지수 (DF)             | 권창훈 (MF) | 황의조 (FW) |

1. ↑  조별리그 2차전에서 부상을 입든 이임생 대신 예비 선수였던 이경춘이 조별리그 3차전 출전

#### 아시안 게임
| 대회 | 선수 1      | 선수 2      | 선수 3      |
| ---- | ----------- | ----------- | ----------- |
| 2002 | 이운재 (GK) | 김영철 (DF) | 이영표 (DF) |
| 2006 | 김동진 (DF) | 김두현 (MF) | 이천수 (FW) |
| 2010 | 김정우 (MF) | 박주영 (FW) | 미선발      |
| 2014 | 김승규 (GK) | 박주호 (DF) | 김신욱 (FW) |
| 2018 | 조현우 (GK) | 황의조 (FW) | 손흥민 (FW) |
| 2022 | 설영우 (DF) | 박진섭 (MF) | 백승호 (MF) |

## 대회별 주요 성적

### 대륙 선수권 대회
- AFC U-23 아시안컵

● 우승 (1): 2020
● 준우승 (1): 2016
● 4위 (2): 2014, 2018

### 종합 스포츠 대회
※ 올림픽 축구는 1988년 대회까지, 아시안 게임 축구는 1998년 대회까지 성인 경기로 치렀다. 여기서는 대회 출전 자격이 U-23 국가대표팀으로 바뀐 이후의 성적만을 기술한다.
- 하계 올림픽

● 동메달 (1): 2012
- 아시안 게임

● 금메달 (3): 2014, 2018, 2022
● 동메달 (2): 2002, 2010
● 4위 (1): 2006
- 서아시아 축구 연맹 선수권 대회

● 우승 (1): 2023

## 대회별 기록과 통계

### 대륙 선수권 대회

#### AFC U-23 아시안컵
AFC U-23 아시안컵이 올림픽 축구 아시아 지역 예선 역할을 한다.
| AFC U-23 아시안컵 기록 | AFC U-23 아시안컵 기록           | AFC U-23 아시안컵 기록           | AFC U-23 아시안컵 기록           | AFC U-23 아시안컵 기록           | AFC U-23 아시안컵 기록           | AFC U-23 아시안컵 기록           | AFC U-23 아시안컵 기록           | AFC U-23 아시안컵 기록           | AFC U-23 아시안컵 기록           |
| 연도                   | 결과                             | 순위                             | 경기                             | 승                               | 무*                              | 패                               | 득점                             | 실점                             | 승점                             |
| ---------------------- | -------------------------------- | -------------------------------- | -------------------------------- | -------------------------------- | -------------------------------- | -------------------------------- | -------------------------------- | -------------------------------- | -------------------------------- |
| 2013년                 | 4위                              | 4위                              | 6                                | 3                                | 2                                | 1                                | 8                                | 3                                | 11                               |
| 2016년                 | 준우승                           | 2위                              | 6                                | 4                                | 1                                | 1                                | 14                               | 6                                | 13                               |
| 2018년                 | 4위                              | 4위                              | 6                                | 3                                | 1                                | 2                                | 8                                | 9                                | 10                               |
| 2020년                 | 우승                             | 1위                              | 6                                | 6                                | 0                                | 0                                | 10                               | 3                                | 18                               |
| 2022년                 | 8강전                            | 5위                              | 4                                | 2                                | 1                                | 1                                | 6                                | 5                                | 7                                |
| 2024년                 | 8강전                            | 5위                              | 4                                | 3                                | 1                                | 0                                | 6                                | 2                                | 10                               |
| 합계                   | 6회 출전(6/6)                    | 우승(1회)                        | 32                               | 21                               | 6                                | 5                                | 52                               | 28                               | 69                               |
| 순위                   | AFC U-23 아시안컵 통산 순위: 1위 | AFC U-23 아시안컵 통산 순위: 1위 | AFC U-23 아시안컵 통산 순위: 1위 | AFC U-23 아시안컵 통산 순위: 1위 | AFC U-23 아시안컵 통산 순위: 1위 | AFC U-23 아시안컵 통산 순위: 1위 | AFC U-23 아시안컵 통산 순위: 1위 | AFC U-23 아시안컵 통산 순위: 1위 | AFC U-23 아시안컵 통산 순위: 1위 |

### 종합 스포츠 경기 대회

#### 올림픽 축구
올림픽 축구는 1992년 대회부터 U-23 경기로 치러지고 있다. 그리고 9회 연속 올림픽 본선행은 세계최초이다
| 올림픽 축구 기록                  | 올림픽 축구 기록 | 올림픽 축구 기록 | 올림픽 축구 기록 | 올림픽 축구 기록 | 올림픽 축구 기록 | 올림픽 축구 기록 | 올림픽 축구 기록 | 올림픽 축구 기록 | 올림픽 축구 기록 |
| 연도                              | 결과             | 순위             | 경기             | 승               | 무*              | 패               | 득점             | 실점             | 승점             |
| --------------------------------- | ---------------- | ---------------- | ---------------- | ---------------- | ---------------- | ---------------- | ---------------- | ---------------- | ---------------- |
| 23세 이하 대표팀 경기로 규칙 변경 |                  |                  |                  |                  |                  |                  |                  |                  |                  |
| 1992년                            | 조별리그         | 11위             | 3                | 0                | 3                | 0                | 2                | 2                | 3                |
| 1996년                            | 조별리그         | 11위             | 3                | 1                | 1                | 1                | 2                | 2                | 4                |
| 2000년                            | 조별리그         | 9위              | 3                | 2                | 0                | 1                | 2                | 3                | 6                |
| 2004년                            | 8강전            | 6위              | 4                | 1                | 2                | 1                | 8                | 8                | 5                |
| 2008년                            | 조별리그         | 10위             | 3                | 1                | 1                | 1                | 2                | 4                | 4                |
| 2012년                            | 동메달           | 3위              | 6                | 2                | 3                | 1                | 5                | 5                | 9                |
| 2016년                            | 8강전            | 5위              | 4                | 2                | 1                | 1                | 12               | 4                | 7                |
| 2020년                            | 8강전            | 5위              | 4                | 2                | 0                | 2                | 13               | 7                | 6                |
| 2024년                            | 지역예선 탈락    | 지역예선 탈락    | 지역예선 탈락    | 지역예선 탈락    | 지역예선 탈락    | 지역예선 탈락    | 지역예선 탈락    | 지역예선 탈락    | 지역예선 탈락    |
| 2028년                            | 미정             | 미정             | 미정             | 미정             | 미정             | 미정             | 미정             | 미정             | 미정             |
| 합계                              | 11회 출전(11/20) | 동메달(1회)      | 34               | 10               | 13               | 11               | 40               | 65               | 43               |

#### 아시안 게임 축구
아시안 게임 축구는 2002년 대회부터 U-23 경기로 치러지고 있다.
| 아시안 게임 축구 기록             | 아시안 게임 축구 기록 | 아시안 게임 축구 기록 | 아시안 게임 축구 기록 | 아시안 게임 축구 기록 | 아시안 게임 축구 기록 | 아시안 게임 축구 기록 | 아시안 게임 축구 기록 | 아시안 게임 축구 기록 | 아시안 게임 축구 기록 |
| 연도                              | 결과                  | 순위                  | 경기                  | 승                    | 무*                   | 패                    | 득점                  | 실점                  | 승점                  |
| --------------------------------- | --------------------- | --------------------- | --------------------- | --------------------- | --------------------- | --------------------- | --------------------- | --------------------- | --------------------- |
| 23세 이하 대표팀 경기로 규칙 변경 |                       |                       |                       |                       |                       |                       |                       |                       |                       |
| 2002년                            | 동메달                | 3위                   | 6                     | 5                     | 1                     | 0                     | 17                    | 2                     | 16                    |
| 2006년                            | 4위                   | 4위                   | 6                     | 4                     | 0                     | 2                     | 9                     | 2                     | 12                    |
| 2010년                            | 동메달                | 3위                   | 7                     | 5                     | 0                     | 2                     | 17                    | 6                     | 15                    |
| 2014년                            | 금메달                | 1위                   | 7                     | 7                     | 0                     | 0                     | 13                    | 0                     | 21                    |
| 2018년                            | 금메달                | 1위                   | 7                     | 6                     | 0                     | 1                     | 19                    | 7                     | 18                    |
| 2022년                            | 금메달                | 1위                   | 7                     | 7                     | 0                     | 0                     | 27                    | 3                     | 21                    |
| 2026년                            |                       |                       |                       |                       |                       |                       |                       |                       |                       |
| 2030년                            |                       |                       |                       |                       |                       |                       |                       |                       |                       |
| 2034년                            |                       |                       |                       |                       |                       |                       |                       |                       |                       |
| 합계                              | 6회 출전              | 금메달(3회)           | 40                    | 34                    | 1                     | 5                     | 102                   | 20                    | 103                   |

## 코칭스태프
| 직위        | 이름   | 비고 |
| ----------- | ------ | ---- |
| 감독        | 이민성 |      |
| 수석 코치   |        |      |
| 코치        |        |      |
| 골키퍼 코치 |        |      |
| 피지컬 코치 |        |      |

## 역대 감독
- 기울어진 숫자는 외국 U-23 대표팀이 아닌 국내외 클럽, 국가대표팀, 청소년 대표팀과 치룬  경기 수

| 재임기간                | 이름               | 승      | 무     | 패    | 비고 |
| ----------------------- | ------------------ | ------- | ------ | ----- | --- |
| 1991년 1월~1992년 7월   | 김삼락             | 20 (13) | 6 (3)  | 3 (4) | 1991년 1월부터 1992년 2월까지 데트마어 크라머 총감독직 (기술고문) 수행하였으며 그 후 올림픽 본선까지는 김삼락 감독 단독으로 지휘 |
| 1994년8월~1996년 7월    | 아나톨리 비쇼베츠  | 17 (5)  | 13 (5) | 9 (3) | |
| 1998년 8월~2000년 9월   | 허정무             | 24 (3)  | 2 (0)  | 3 (0) | |
| 2002년 11월~ 2004년 8월 | 김호곤             | 17 (2)  | 5 (2)  | 6 (0) | 2004 아테네 올림픽 8강 진출 |
| 2006년 7월~2007년 8월   | 핌 베어벡          | 5 (0)   | 0 (2)  | 1 (0) | |
| 2007년 8월~2008년 8월   | 박성화             | 7       | 5      | 1     | |
| 2009년 10월~2012년 8월  | 홍명보             | 14      | 8      | 3     | 2012 런던 올림픽 동메달 획득 |
| 2013년 11월~ 2015년 1월 | 이광종             | 12      | 4      | 3     | 2014 인천 아시안게임 금메달 획득                                                                                                 |
| 2015년 2월              | 최문식 (대행)      | 2       | 1      | 0     | 이광종 감독이 급성백혈병으로 인해 감독 수행이 어려워지자 감독 대행을 맡아 킹스컵 축구대회를 우승으로 이끔                        |
| 2015년 2월~ 2016년 8월  | 신태용             | 16      | 8      | 2     | 이광종 감독이 급성백혈병으로 사임하자, 국가대표 코치 겸 리우올림픽 국가대표 감독 수행 2016 리우 올림픽 8강 진출                  |
| 2017년 7월~ 2017년 9월  | 정정용 (임시 감독) | 2       | 1      | 0     | 2018년 AFC U-23 챔피언십 예선을 통과, 본선진출                                                                                   |
| 2017년 9월~ 2018년 2월  | 김봉길             | 4       | 0      | 2     | 2018년 AFC U-23 챔피언십 4위 |
| 2018년 2월~ 2021년 8월  | 김학범             | 12      | 0      | 2     | 2018 자카르타-팔렘방 아시안게임 금메달 획득, 2020년 AFC U-23 챔피언십 우승                                                       |
| 2021년 9월~ 2024년 4월  | 황선홍             | 0       | 0      | 0     | |

## 같이 보기
- 올림픽 축구
- 아시안 게임 축구
- 대한민국 축구 국가대표팀
- 대한민국 축구 국가대표 B팀
- 대한민국 유니버시아드 축구 국가대표팀
- 대한민국 U-20 축구 국가대표팀
- 대한민국 U-17 축구 국가대표팀
- 대한민국 U-14 축구 국가대표팀
- 대한민국 여자 축구 국가대표팀
- 대한민국 여자 U-20 축구 국가대표팀
- 대한민국 여자 U-17 축구 국가대표팀